# Urban Müller
Urban Müller (ur. 30 sierpnia 1728 roku w Nowej Pasłęce k. Braniewa, zm. 3 lutego 1799 w Łęgowie) – duchowny katolicki, zakonnik (cysters), kompozytor okresu baroku i klasycyzmu.

## Życiorys

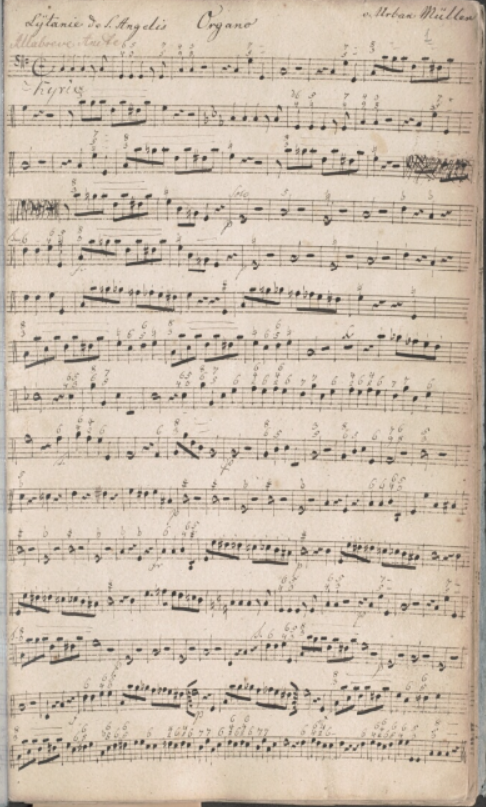
Rękopis nutowy o. Müllera

Urodził się w Nowej Pasłęce, małej rybackiej wiosce nad Zalewem Wiślanym. Na chrzcie otrzymał imię Franciszek. W seminarium jezuickim w Braniewie studiował filozofię, teologię i muzykę. Jego talent muzyczny ujawnił się już w braniewskim seminarium duchownym, o czym świadczy fakt, iż został pierwszym organistą w bursie dla kleryków, zwanej „bursa musicorum”.
Do Oliwy przybył 23 lipca 1749 roku, a w styczniu następnego roku wstąpił do klasztoru cystersów. 21 marca 1751 roku złożył zakonne śluby wieczyste w katedrze oliwskiej. Dwa lata później, w 1753, otrzymał święcenia kapłańskie. Możliwe jest, że studiował za granicą, zdobywając tytuł doktora filozofii, gdyż jego podpis z takim tytułem widnieje w roku 1767. Jednakże potwierdzenia tego faktu w źródłach brak.
Ojciec Urban Müller podczas pobytu w Oliwie sprawował funkcję organisty, zajmując się grą na organach w katedrze w czasie mszy i nabożeństw, oraz komponowaniem muzyki kościelnej. Zachowało się 27 dzieł – oryginałów lub odpisów – jego kompozycji. Przechowywane są w Pradze, Częstochowie, Pelplinie, Świętej Lipce i Barczewie. Wśród nich znajdują się m.in. msze, ofertoria, litanie, arie, duety, tworzone w duchu okresu przejściowego, pomiędzy barokiem i klasycyzmem. O wysokim poziomie artystycznym jego kompozycji świadczą niezwykle pochlebne opinie współczesnych Müllerowi gdańskich muzyków i krytyków muzycznych.
Oprócz działalności muzycznej o. Müller sprawował w latach 1767–1774 urząd zarządcy spichlerza, a w latach 1774–1779 był przeorem klasztoru. Następnie w latach 1780–1799 był proboszczem parafii św. Mikołaja w Łęgowie. Tam też zmarł i został pochowany. W roku 2008 w kościele w Łęgowie zostało ufundowane epitafium upamiętniające jego osobę (na zdjęciu).
Na jednym z rękopisów kompozycji Müllera, znajdującym się w bibliotece klasztoru oo. Jezuitów w Świętej Lipce znajduje się dopisek: „pro sepultura authoris” (na pogrzeb autora). Jednak, czy owo requiem zostało wykonane zgodnie z wolą na pogrzebie kompozytora, brak jest jakiejkolwiek informacji.